# Болдклуббен 1908
«Болдклуббен 1908» (дан. Boldklubben 1908) — данський футбольний клуб з Копенгагена.

## Історія
Заснований 24 травня 1908 року. В елітному дивізіоні данського футболу провів чотири сезони у воєнних турнірах часів Другої світової війни — 1940/41, 1941/42, 1942/43, 1943/44.